# Intuitive Surgical
Intuitive Surgical é uma empresa estadunidense de aparelhos médicos, sediada em Sunnyvale, Califórnia.